# Rudderow (lớp tàu hộ tống khu trục)
Lớp Rudderow là là một lớp tàu hộ tống khu trục được chế tạo cho Hải quân Hoa Kỳ từ năm 1943 đến năm 1945. Trong tổng số 252 chiếc được đặt hàng, 22 đã hoàn tất như những tàu hộ tống khu trục, và 50 chiếc khác được hoán cải thành những tàu vận chuyển cao tốc (APD) lớp Crosley; kế hoạch chế tạo 180 chiếc còn lại bị hủy bỏ vào lúc chiến tranh sắp kết thúc. Chúng đã phục vụ trong Chiến tranh Thế giới thứ hai trong vai trò hộ tống các đoàn tàu vận tải và tìm-diệt tàu ngầm đối phương.

## Đặc tính thiết kế
Lớp Rudderow hầu như tương tự với lớp Buckley về khía cạnh lườn tàu và hệ thống động lực. Các con tàu được trang bị động cơ turbine-điện General Electric, cung cấp điện năng cho mô-tơ điện để dẫn động hai trục chân vịt. Lớp này còn được gọi là kiểu TEV, do hệ thống động lực Turbo-Electric và cỡ pháo 5-inch (V).
Khác biệt đáng kể về kiểu dáng bên ngoài là kiểu cấu hình cầu tàu và buồng lái, vốn được đặt thấp và bố trí kín so với lớp Buckley. Lớp Rudderow có kiểu dáng tương tự với lớp John C. Butler tiếp nối nó; đây là đặc tính giúp phân biệt hai lớp tàu hộ tống khu trục này: phòng lái của lớp Rudderow có bảy ô cửa sổ rộng 16-inch, trong khi phòng lái của lớp John C. Butler có chín ô cửa sổ rộng 12-inch. Cả hai lớp đều có ba ô cửa sổ hướng ra phía mũi tàu.

### Vũ khí trang bị
Khác biệt chính về vũ khí của lớp Rudderow so với các lớp tàu hộ tống khu trục trước đó là việc nâng cấp cỡ pháo chính từ 3-inch lên 5-inch.Thay cho ba tháp pháo 3 inch (76 mm)/50 cal nòng đơn giờ đây là hai khẩu 5 inch (130 mm)/38 đa dụng trong hai tháp pháo kín, được phân bố một phía mũi và một phía đuôi tàu. Vũ khí phòng không bao gồm hai bệ Bofors 40 mm L/60 nòng đôi bố trí tại các vị trí 'B' và 'X'; cùng 10 khẩu Oerlikon 20 mm nòng đơn, bao gồm bốn khẩu hai bên cầu tàu, bốn khẩu trên các bệ nhô ngang với ống khói, và hai khẩu khác phía đuôi tàu.
Các vũ khí chống ngầm được giữ lại tương tự như trên các lớp Buckley và Cannon, bao gồm dàn súng cối chống ngầm Hedgehog trước cầu tàu, hai đường ray và 8 máy phóng mìn K-gun để thả mìn sâu, mang theo tổng cộng 200 quả mìn. Lớp Rudderow cũng duy trì ba ống phóng ngư lôi Mark 15 21 inch (533 mm), đặt trên bệ ba nòng bố trí ngay sau ống khói.

## Lịch sử hoạt động
Chiếc dẫn đầu của lớp, USS Rudderow (DE-224), được hạ thủy vào ngày 14 tháng 12 năm 1943. Các con tàu được chế tạo tại nhều xưởng tàu khác nhau khắp nước Mỹ, bao gồm Xưởng hải quân Philadelphia và hãng Defoe Shipbuilding Company. Trong tổng số 252 chiếc được đặt hàng, 22 đã hoàn tất như những tàu hộ tống khu trục, và 50 chiếc khác được hoán cải thành những tàu vận chuyển cao tốc (APD) lớp Crosley; một chiếc, USS Bray (DE-709), đã hoàn tất và hoạt động như một tàu hộ tống khu trục trước khi cải biến thành tàu APD. Kế hoạch chế tạo 180 chiếc còn lại bị hủy bỏ vào lúc chiến tranh sắp kết thúc.
Chúng đã phục vụ trong Chiến tranh Thế giới thứ hai trong vai trò hộ tống các đoàn tàu vận tải và tìm-diệt tàu ngầm đối phương. Sau Thế Chiến II, một số chiếc được chuyển cho hải quân các nước đồng minh, bao gồm Đài Loan, Nam Triều Tiên, Chile, Colombia, Mexico. Sô còn lại được giữ lại cùng hạm đội dự bị của Hải quân Hoa Kỳ cho đến khi rút đăng bạ và loại bỏ.

## Những hình ảnh

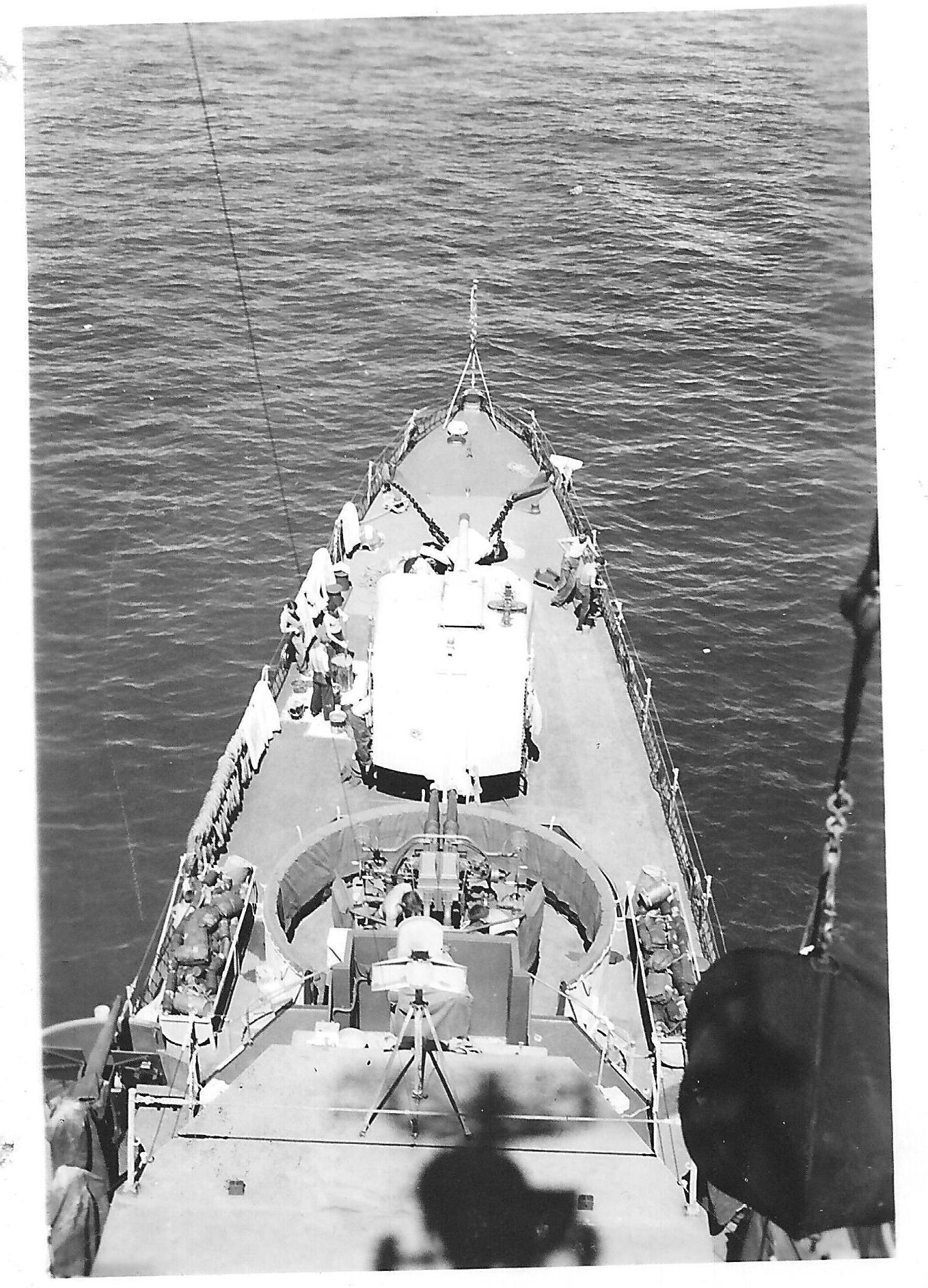
Nhìn ra phía trước từ cột ăn-ten một tàu hộ tống khu trục lớp Rudderow (chiếc Chaffee (DE-230)), cho thấy các khẩu pháo 5-inch và 40 mm phía mũi.
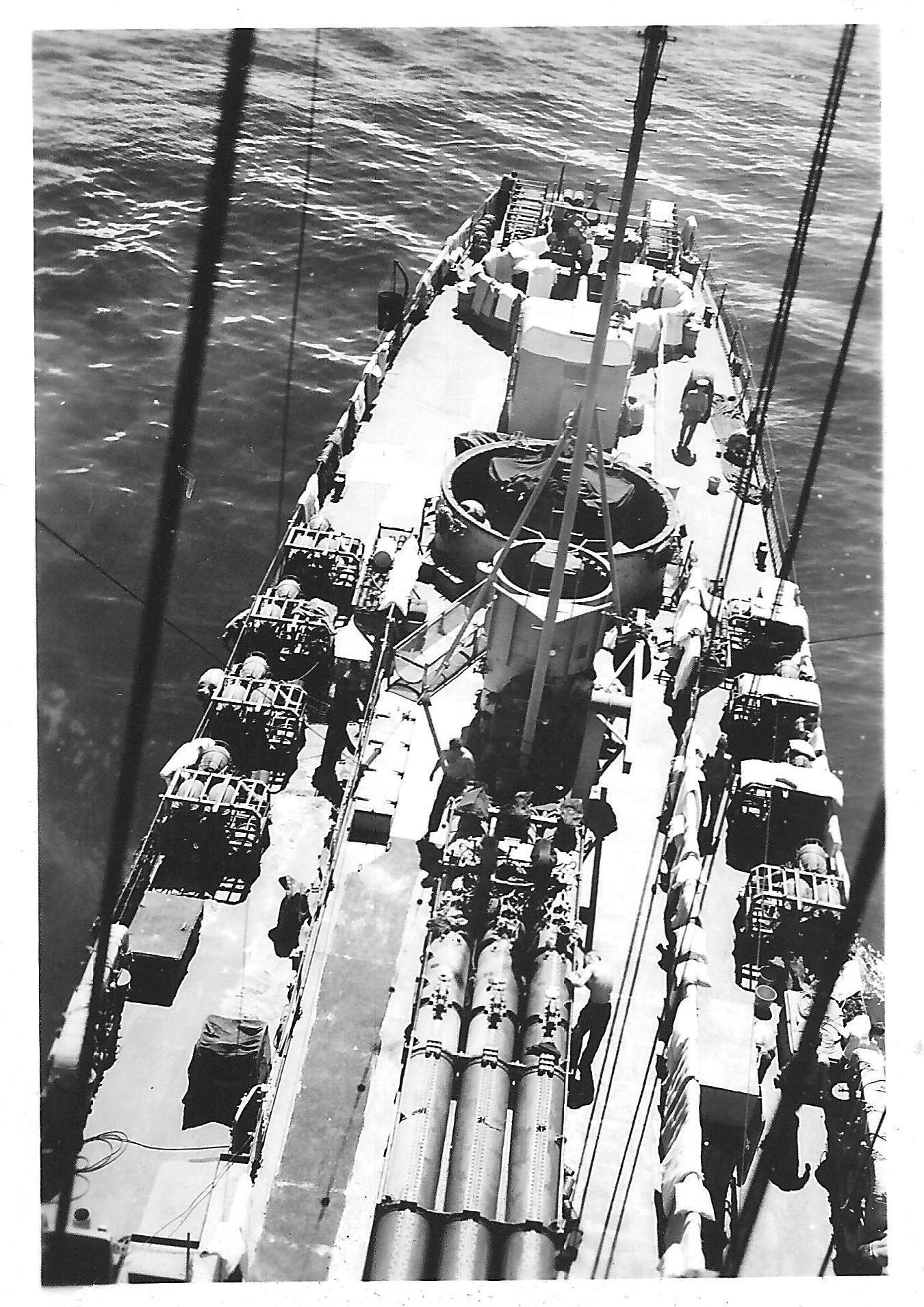
Nhìn ra phía sau từ cột ăn-ten chiếc Chaffee, cho thấy các khẩu pháo 5-inch và 40 mm phía sau, đường ray thả mìn sâu, máy phóng mìn và ống phóng ngư lôi.

## Những chiếc trong lớp
| Tên (số hiệu lườn)         | Xưởng đóng tàu                                   | Đặt lườn          | Hạ thủy           | Nhập biên chế     | Xuất biên chế    | Số phận                                                                                                |
| -------------------------- | ------------------------------------------------ | ----------------- | ----------------- | ----------------- | ---------------- | --- |
| Rudderow (DE-224)          | Xưởng hải quân Philadelphia                      | 15 tháng 7, 1943  | 14 tháng 10, 1943 | 14 tháng 5, 1944  | 15 tháng 1, 1947 | Rút đăng bạ 1 tháng 11, 1969; bán để tháo dỡ, tháng 10, 1970                                           |
| Day (DE-225)               | Xưởng hải quân Philadelphia                      | 15 tháng 7, 1943  | 14 tháng 10, 1943 | 10 tháng 6, 1944  | 16 tháng 5, 1946 | Rút đăng bạ 30 tháng 6, 1968; đánh chìm như mục tiêu, 1 tháng 3, 1969                                  |
| Chaffee (DE-230)           | Xưởng hải quân Charleston                        | 26 tháng 8, 1943  | 27 tháng 11, 1943 | 9 tháng 5, 1944   | 15 tháng 4, 1946 | Rút đăng bạ 17 tháng 8, 1946; bán để tháo dỡ, 1948                                                     |
| Hodges (DE-231)            | Xưởng hải quân Charleston                        | 9 tháng 9, 1943   | 9 tháng 12, 1943  | 27 tháng 5, 1944  | 22 tháng 6, 1946 | Rút đăng bạ 1 tháng 12, 1972; bán để tháo dỡ, 12 tháng 9, 1973                                         |
| Riley (DE-579)             | Xưởng tàu Bethlehem-Hingham                      | 20 tháng 10, 1943 | 29 tháng 12, 1943 | 13 tháng 3, 1944  | 15 tháng 1, 1947 | Rút đăng bạ 25 tháng 1, 1974; Chuyển cho Đài Loan như là chiếc Tai Yuan, 1968; tháo dỡ, 1992           |
| Leslie L.B. Knox (DE-580)  | Xưởng tàu Bethlehem-Hingham                      | 7 tháng 11, 1943  | 8 tháng 1, 1944   | 22 tháng 3, 1944  | 15 tháng 6, 1946 | Rút đăng bạ 15 tháng 1, 1972; bán để tháo dỡ, 13 tháng 6, 1973                                         |
| McNulty (DE-581)           | Xưởng tàu Bethlehem-Hingham                      | 17 tháng 11, 1943 | 8 tháng 1, 1944   | 31 tháng 3, 1944  | 2 tháng 7, 1946  | Rút đăng bạ 1 tháng 3, 1972; đánh chìm như mục tiêu, 16 tháng 11, 1972                                 |
| Metivier (DE-582)          | Xưởng tàu Bethlehem-Hingham                      | 24 tháng 11, 1943 | 12 tháng 1, 1944  | 7 tháng 4,1944    | 1 tháng 6, 1946  | Rút đăng bạ 30 tháng 6, 1968; bán để tháo dỡ, tháng 6, 1969                                            |
| George A. Johnson (DE-583) | Xưởng tàu Bethlehem-Hingham                      | 24 tháng 11, 1943 | 12 tháng 1, 1944  | 15 tháng 4, 1944  | tháng 9, 1957    | Rút đăng bạ 1 tháng 11, 1965; bán để tháo dỡ, 19 tháng 9, 1966                                         |
| Charles J. Kimmel (DE-584) | Xưởng tàu Bethlehem-Hingham                      | 1 tháng 12, 1943  | 15 tháng 1, 1944  | 20 tháng 4, 1944  | 15 tháng 1, 1947 | Rút đăng bạ 30 tháng 6, 1968; đánh chìm như mục tiêu, 1 tháng 11, 1969                                 |
| Daniel A. Joy (DE-585)     | Xưởng tàu Bethlehem-Hingham                      | 1 tháng 12, 1943  | 15 tháng 1, 1944  | 28 tháng 4, 1944  | 1 tháng 5, 1965  | Rút đăng bạ 1 tháng 5, 1965; bán để tháo dỡ, 1 tháng 3, 1966                                           |
| Lough (DE-586)             | Xưởng tàu Bethlehem-Hingham                      | 8 tháng 12, 1943  | 22 tháng 1, 1944  | 2 tháng 5, 1944   | 24 tháng 6, 1946 | Rút đăng bạ 1 tháng 11, 1969; bán để tháo dỡ, tháng 10, 1970                                           |
| Thomas F. Nickel (DE-587)  | Xưởng tàu Bethlehem-Hingham                      | 15 tháng 12, 1943 | 22 tháng 1, 1944  | 9 tháng 6, 1944   | 26 tháng 2, 1958 | Rút đăng bạ 1 tháng 12, 1972; bán để tháo dỡ, 9 tháng 6, 1973                                          |
| Peiffer (DE-588)           | Xưởng tàu Bethlehem-Hingham                      | 21 tháng 12, 1943 | 26 tháng 1, 1944  | 15 tháng 6, 1944  | 1 tháng 6, 1946  | Rút đăng bạ 1 tháng 12, 1966; đánh chìm như mục tiêu, 16 tháng 5, 1967                                 |
| Tinsman (DE-589)           | Xưởng tàu Bethlehem-Hingham                      | 21 tháng 12, 1943 | 26 tháng 1, 1944  | 26 tháng 6, 1944  | 11 tháng 5, 1946 | Rút đăng bạ 1 tháng 11, 1969; bán để tháo dỡ, 14 tháng 9, 1973                                         |
| DeLong (DE-684)            | Bethlehem Steel Corporation, Fore River Shipyard | 19 tháng 10, 1943 | 23 tháng 11, 1943 | 31 tháng 12, 1943 | 8 tháng 8, 1969  | Rút đăng bạ 8 tháng 8, 1969; đánh chìm như mục tiêu, 19 tháng 2, 1970                                  |
| Coates (DE-685)            | Bethlehem Steel Corporation, Fore River Shipyard | 8 tháng 11, 1943  | 9 tháng 12, 1943  | 24 tháng 1, 1944  | 30 tháng 1, 1970 | Rút đăng bạ 30 tháng 1, 1970; đánh chìm như mục tiêu, 19 tháng 9, 1971                                 |
| Eugene E. Elmore (DE-686)  | Bethlehem Steel Corporation, Fore River Shipyard | 27 tháng 11, 1943 | 23 tháng 12, 1943 | 4 tháng 2, 1944   | 31 tháng 5, 1946 | Rút đăng bạ 30 tháng 6, 1968; bán để tháo dỡ tháng 6, 1969                                             |
| Holt (DE-706)              | Defoe Shipbuilding Company, Bay City, Michigan   | 28 tháng 11, 1943 | 15 tháng 2, 1944  | 9 tháng 6, 1944   | 2 tháng 7, 1946  | Rút đăng bạ 15 tháng 11, 1974; chuyển cho Hàn Quốc như là chiếc Chung Nam, tháng 6, 1963; tháo dỡ 1984 |
| Jobb (DE-707)              | Defoe Shipbuilding Company, Bay City, Michigan   | 20 tháng 12, 1943 | 4 tháng 3, 1944   | 4 tháng 7, 1944   | 13 tháng 5, 1946 | Rút đăng bạ 1 tháng 11, 1969; bán để tháo dỡ tháng 10, 1970                                            |
| Parle (DE-708)             | Defoe Shipbuilding Company, Bay City, Michigan   | 8 tháng 1, 1944   | 25 tháng 3, 1944  | 29 tháng 7, 1944  | 1 tháng 7, 1970  | Rút đăng bạ 1 tháng 7, 1970; đánh chìm như mục tiêu, 27 tháng 10, 1970                                 |